# Абдуллах аль-Мустасим Биллах
Абу Ахмад Абдуллах аль-Мустасим биллах (1213—1258, араб. المستعصم بالله عبد الله بن المستنصر‎) — последний багдадский халиф из династии Аббасидов. На его правление пришлись вторжение монголов и разгром Халифата.

## Биография
Сын халифа Аль-Мустансира и невольницы Хаджар. Был мягким и нерешительным человеком, но набожным.

### Монгольское нашествие

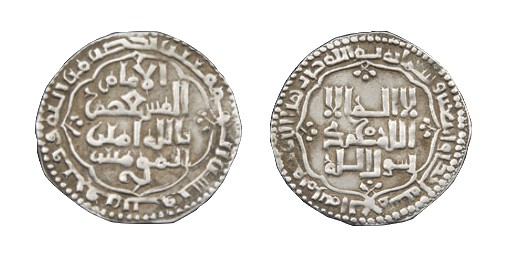
Аббасидский динар периода правления аль-Мустасима Биллаха

В 1255—1256 годах монголы разгромили исмаилитов. Один из последних оплотов оборонявшихся, Аламут, сопротивлялся несколько дольше других центров. Аль-Мустасим, то ли по принуждению, то ли с целью отвлечь завоевателей от собственных земель, послал войска на помощь монголам против Аламута.
Однако это не помогло надолго. Когда в 1257 году монгольский военачальник Хулагу двинулся на Аббасидский халифат. Аль-Мустасим, успокоенный своими советниками, которые утверждали, что кочевникам-монголам никогда не взять такой большой город, как Багдад, сначала отверг ультиматум монголов о покорности, а потом ничего не сделал для обороны страны, а лишь посылал врагам угрозы и оскорбления. Его основное войско потерпело поражение в поле, наёмники, не получив жалование, разбежались.
10 июля 1258 года Багдад был взят монголами (не в последнюю очередь благодаря осадным орудиям) и разрушен, большая часть населения за исключением христиан и евреев перебита. Сам Аль-Мустасим был казнен ещё 20 февраля 1258 года.

### Смерть
По одной версии, не желавшие проливать королевскую кровь монголы убили халифа при помощи лошадей (завернув в ковёр и бросив под копыта коней), по другой — уморили голодом и жаждой, заперев в собственной сокровищнице.